# Spanische Musikcharts
Die offiziellen spanischen Musikcharts werden im Auftrag der Productores de Música de España (Promusicae) und der Asociación de Gestión de Derechos Intelectuales (Agedi) ermittelt. Die von GfK Entertainment durchgeführten Erhebungen umfassen Charts in den Bereichen Album, Song, DVD, Compilation und Radio.

## Geschichte
Die ersten offiziellen Charts wurden im März 1986 von der Asociación Fonográfica y Videográfica Española (Afyve), dem Vorgänger von Promusicae, veröffentlicht. Zu Beginn wurden die Bestenlisten von Gallup ermittelt, die damals auch die britischen Charts ermittelten, aber bereits um 1988 übernahm Millward Brown die Chartdatenerfassung. Anfang 2000 basierten die Single- und Albumcharts ausschließlich auf Verkaufszahlen, die von dem Marktforschungsunternehmen in etwa 90 % der Verkaufsorte erhoben wurde. Anfang 2003 wurde die Chartermittlung an Media Control vergeben, die auch Internet-bezogene Marktforschung anboten.
Mitte 2010 schloss sich die Rechteverwertungsgesellschaft Agedi (Asociación de Gestión de Derechos Intelectuales) als Auftraggeber der Chartermittlung an.

### Albumcharts
Anfang 2004 wurden die Top-100-Albumcharts rein aufgrund der CD-Verkäufe ermittelt. Voraussetzung für die Aufnahme war ein Mindestlistenpreis von 7,50 €. Ab Woche 49 des Jahres 2008 wurden auch Alben berücksichtigt, die als Download verkauft wurden, obwohl der Marktanteil in Spanien relativ gering war und Anfang 2010 erst 8 % betrug. Im April 2009 wurde der Mindestpreis auf 7 € gesenkt, seit März 2013 wurden bereits Alben berücksichtigt, die 4,50 € kosten. 

### Single- / Songcharts
In den ersten Jahren erstellte Media Control eine Top-20-Liste der meistverkauften Singles und Maxisingles in Spanien. Nachdem anfänglich illegale Musikdownloads den Singleverkauf beeinträchtigt hatten, setzten sich ab Mitte der 2000er immer mehr legale kommerzielle Downloadanbieter wie iTunes durch und lösten die Single ab. Im März 2007 wurden die ersten Downloadcharts veröffentlicht, die von Nielsen Soundscan ermittelt wurden. Ab November 2008 übernahm Media Control GfK und ab Januar 2009 wurden die Top-20-Verkaufscharts eingestellt und stattdessen eine auf 50 Plätze erweiterte kombinierte Liste aus CD-Verkäufen und Downloads veröffentlicht, um der Marktentwicklung Rechnung zu tragen. Bei den Singles wurden Anfang 2010 bereits 92 % aller Liedverkäufe als Download getätigt.
In den folgenden Jahren kam es erneut zu einer Verlagerung des Musikkonsums hin zum Musikstreaming. Im Juli 2013 erschienen deshalb erstmals Streaming-Charts, die die Abrufe von Deezer, Spotify und Xbox Music umfassten. 2014 kam Napster hinzu. Ende des Jahres wurden bereits 70 % der Einnahmen der Musiklabels in Spanien durch Streaming erzielt, weshalb man sich entschloss, dem Beispiel anderer Länder zu folgen und Streaming mit in die Songcharts einzubeziehen. Hierbei wurde festgelegt, dass 250 Streamingabrufe einem Downloadverkauf gleichgesetzt werden. Die ersten kombinierten Charts erschienen offiziell in der ersten Woche des Jahres 2015 als Top-100-Liste.

## Chartlisten in Spanien
Folgende Charts wurden in der Woche 01/2015 offiziell veröffentlicht:
- Top 100 Álbumes
- Top 100 Canciones + Streaming
  - von 01/2009 bis 52/2014 als Top 50 Canciones (Lieder: Singles und Downloads)
  - bis 52/2008 als Top 20 Singles y Maxisingles (Verkaufscharts)
- Top 20 DVD Musical
- Top 20 Recopilaciones (Kompilationen)
- Top 50 - Lista de Radio Musical (Airplay-Charts)
  - seit 05/2012 Top 50, ermittelt von bmat music innovation
  - von 01/2008 bis 04/2012 Top 20, ermittelt von Nielsen

Frühere Charts:
- Top 100 Streaming (28/2013 bis 52/2014)
- Lista de Descargas de Canciones (Top-20-Downloadcharts, von 01/2008 bis 52/2008)